# Amata bigae
Amata bigae är en fjärilsart som beskrevs av Hermann Stauder 1921. Amata bigae ingår i släktet Amata och familjen björnspinnare. Inga underarter finns listade i Catalogue of Life.